# Grindsteds kyrka
Grindsteds kyrka (danska: Grindsted Kirke) är en kyrka som ligger i samhället Grindsted i Billunds kommun i södra Jylland.

## Kyrkobyggnaden
Kyrkan uppfördes vid mitten av 1100-talet i traditionell romansk stil och bestod då av långhus med ett smalare kor i öster. Omkring år 1300 utökades kyrkan för första gången och vid slutet av 1500-talet byggdes ett vapenhus vid långhusets sydvästra sida.
En omfattande ombyggnad genomfördes åren 1921-1923 under ledning av arkitekt Harald Lønborg-Jensen. Ett nytt långhus uppfördes vid den gamla kyrkans västra vägg. Gamla kyrkans långhus omvandlades till kor och det tidigare koret omvandlades sakristia. Vid nya långhusets västra kortsida uppfördes ett kyrktorn.
I sin nuvarande form består kyrkan av ett stort treskeppigt långhus med smalare kor i öster som avslutas med en sakristia. Vid långhusets västra kortsida finns ett kyrktorn. Långhuset, koret och sakristian har alla sadeltak. Tornet har ett korstak med spetsgavlar åt alla fyra väderstreck. Korets tak är belagt med plåt medan övriga tak är belagda med tegel.
Fram till 1923 hängde kyrkklockan i en timrad klockstapel som stod på en liten höjd öster om koret. Klockstapeln bar årtalet 1860 vilket är det år den byggdes om och gjordes större.

## Inventarier
- En medeltida dopfunt i romansk stil av grå och röd granit vilar på en granitfot från 1923. Tillhörande dopfat är från 1600-talets första fjärdedel.
- Predikstolen är tillverkad 1921-1923 av P. Eskildsen och J. Jensen efter ritningar av Harald Lønborg-Jensen.
- Orgeln med 34 stämmor fördelade på tre manualer och pedal är tillverkad av Troels Krohn vid Frederiksborg Orgelbyggeri.
- Altarbordet är byggt 1921-1923 av konstsnickaren J.P. Mørck efter ritningar av Harald Lønborg-Jensen.